# بيت معيض (الطويلة)

تعديل مصدري - تعديل

بيت معيض هي إحدى قرى عزلة بني الحجاج بمديرية الطويلة التابعة لمحافظة المحويت، بلغ تعداد سكانها 446 نسمة حسب تعداد اليمن لعام 2004.